# Open de Tenis Comunidad Valenciana
Open de Tenis Comunidad Valenciana är en tennisturnering som spelas på utomhus på grus. Den är en del av 500 Series på ATP-touren. Den spelas årligen på Club de Tenis Valencia i Valencia, Spanien. Turneringen spelades första gången i Valencia 1995, innan den flyttades till Marbella, Spanien, för upplagorna 1996 och 1997. Sedan flyttades den till Mallorca, Spanien, mellan 1998 och 2002, för att till slut, med start 2003, flyttas tillbaka till Valencia.

## Resultat

### Singel
| Plats    | År   | Mästare             | Finalist            | Resultat             |
| -------- | ---- | ------------------- | ------------------- | -------------------- |
| Valencia | 2008 | David Ferrer        | Nicolas Almagro     | 4–6, 6–2, 7–6 (7-2)  |
| Valencia | 2007 | Nicolas Almagro     | Potito Starace      | 4–6, 6–2, 6–1        |
| Valencia | 2006 | Nicolas Almagro     | Gilles Simon        | 6–2, 6–3             |
| Valencia | 2005 | Igor Andrejev       | David Ferrer        | 3–6, 7–5, 6–3        |
| Valencia | 2004 | Fernando Verdasco   | Albert Montañés     | 7–6 (7-5), 6–3       |
| Valencia | 2003 | Juan Carlos Ferrero | Christophe Rochus   | 6–2, 6–4             |
| Mallorca | 2002 | Gastón Gaudio       | Jarkko Nieminen     | 6–2, 6–3             |
| Mallorca | 2001 | Alberto Martín      | Guillermo Coria     | 6–3, 3–6, 6–2        |
| Mallorca | 2000 | Marat Safin         | Mikael Tillström    | 6–4, 6–3             |
| Mallorca | 1999 | Juan Carlos Ferrero | Alex Corretja       | 2–6, 7–5, 6–3        |
| Mallorca | 1998 | Gustavo Kuerten     | Carlos Moyá         | 6–7 (5-7), 6–2, 6–3  |
| Marbella | 1997 | Albert Costa        | Alberto Berasategui | 6-3, 6–2             |
| Marbella | 1996 | Marc-Kevin Goellner | Alex Corretja       | 7–6 (7-4), 7–6 (7-2) |
| Valencia | 1995 | Sjeng Schalken      | Gilbert Schaller    | 6–4, 6–2             |

### Dubbel
| Plats    | År   | Mästare                            | Finalister                         | Resultat             |
| -------- | ---- | ---------------------------------- | ---------------------------------- | -------------------- |
| Valencia | 2008 | Máximo González Juan Mónaco        | Travis Parrott Filip Polášek       | 7–5, 7–5             |
| Valencia | 2007 | Wesley Moodie Todd Perry           | Yves Allegro Sebastián Prieto      | 7–5, 7–5             |
| Valencia | 2006 | David Škoch Tomas Zib              | Lukáš Dlouhý Pavel Vízner          | 6–4, 6–3             |
| Valencia | 2005 | Fernando González Martin Rodriguez | Lucas Arnold Ker Mariano Hood      | 6–4, 6–4             |
| Valencia | 2004 | Gaston Etlis Martin Rodriguez      | Feliciano López Marc Lopez         | 7–5, 7–6 (7-5)       |
| Valencia | 2003 | Lucas Arnold Ker Mariano Hood      | Brian MacPhie Nenad Zimonjić       | 6–1, 6–7 (7-9), 6–4  |
| Mallorca | 2002 | Mahesh Bhupathi Leander Paes       | Julian Knowle Michael Kohlmann     | 6–2, 6–4             |
| Mallorca | 2001 | Donald Johnson Jared Palmer        | Feliciano López Francisco Roig     | 7–5, 6–3             |
| Mallorca | 2000 | Michael Llodra Diego Nargiso       | Alberto Martín Fernando Vicente    | 7–6 (7-2), 7–6 (7-3) |
| Mallorca | 1999 | Lucas Arnold Ker Tomas Carbonell   | Alberto Berasategui Francisco Roig | 6–1, 6–4             |
| Mallorca | 1998 | Pablo Albano Daniel Orsanic        | Jiří Novák David Rikl              | 7–6 (11-9), 6–3      |
| Marbella | 1997 | Karim Alami Julian Alonso          | Alberto Berasategui Jordi Burillo  | 4–6, 6–3, 6–0        |
| Marbella | 1996 | Andrew Kratzmann Jack Waite        | Pablo Albano Lucas Arnold Ker      | 6–7, 6–3, 6–4        |
| Valencia | 1995 | Tomas Carbonell Francisco Roig     | Tom Kempers Jack Waite             | 7–5, 6–3             |